# Campeonato de Primera C 1994-95 (Argentina)
El Campeonato de Primera C 1994-95 fue la sexagésima primera edición del certamen y la novena de esta división como cuarta categoría del fútbol argentino. Fue disputado entre el 6 de agosto de 1994 y el 22 de julio de 1995 por 19 equipos.
Se incorporaron para esta temporada Puerto Nuevo y Deportivo Riestra, campeón y segundo ascendido de la Primera D, así como Villa Dálmine y Deportivo Merlo, descendidos de la Primera B Metropolitana.
El campeón fue Temperley, que de esta manera obtuvo el primer ascenso, al vencer en la final a Tristán Suárez, que obtuvo  el segundo ascenso tras ganar el Torneo reducido.
Asimismo, el torneo determinó el descenso de Villa San Carlos, último en la tabla de promedios, y de Comunicaciones, que había finalizado igualado en la anteúltima ubicación con Deportivo Riestra y luego perdió un desempate ante dicho equipo.

## Ascensos y descensos
| Promedio | Descendidos de la Primera C 1993-94 |
| -------- | ----------------------------------- |
| 18.°     | Claypole                            |
| 19.°     | Juventud Unida                      |

| Posición  | Ascendidos de la Primera D 1993-94 |
| --------- | ---------------------------------- |
| Campeón   | Puerto Nuevo                       |
| Gan. red. | Deportivo Riestra                  |

| Posición  | Ascendidos a la Primera B 1994-95 |
| --------- | --------------------------------- |
| Campeón   | Defensores Unidos                 |
| Gan. red. | Excursionistas                    |

| Promedio | Descendidos de la Primera B 1993-94 |
| -------- | ----------------------------------- |
| 17.º     | Villa Dálmine                       |
| 18.º     | Deportivo Merlo                     |

## Equipos participantes
| Equipo              | Ciudad            | Estadio                                            | Capacidad  |
| ------------------- | ----------------- | -------------------------------------------------- | ---------- |
| Argentino           | Merlo             | Argentino de Merlo                                 | 11.000     |
| Barracas Central    | Buenos Aires      | Barracas Central                                   | 4400       |
| Berazategui         | Berazategui       | Norman Lee                                         | 5500       |
| Brown               | Adrogué           | Lorenzo Arandilla                                  | 4500       |
| Comunicaciones      | Buenos Aires      | Alfredo Ramos                                      | 3500       |
| Deportivo Merlo     | Merlo             | José Manuel Moreno                                 | 7500       |
| Deportivo Paraguayo | Buenos Aires      | José María Moraños                                 | 1500       |
| Deportivo Riestra   | Buenos Aires      | Guillermo Laza                                     | 3000       |
| Flandria            | Jáuregui          | Carlos V                                           | 5000       |
| Leandro N. Alem     | General Rodríguez | Leandro N. Alem                                    | 4000       |
| Liniers             | San Justo         | Juan Antonio Arias                                 | 3000       |
| Luján               | Luján             | Municipal de Luján                                 | 2000       |
| Midland             | Libertad          | Ciudad de Libertad                                 | 4000       |
| Puerto Nuevo        | Campana           | El Coliseo de Mitre y Puccini Municipal de Campana | 12.000 500 |
| San Telmo           | Dock Sud          | Dr. Osvaldo Baletto                                | 10 500     |
| Temperley           | Temperley         | Alfredo Beranger                                   | 18.000     |
| Tristán Suárez      | Ezeiza            | 20 de Octubre                                      | 15 000     |
| Villa Dálmine       | Campana           | Coliseo de Mitre y Puccini                         | 12.000     |
| Villa San Carlos    | Berisso           | Genacio Sálice                                     | 4000       |

| 1. 2. 3. |

### Distribución geográfica de los equipos
| Región                                   | Cant. | Equipos |
| ---------------------------------------- | ----- | --- |
| Conurbano bonaerense                     | 9     | Argentino (M), Berazategui, Brown (A), Deportivo Merlo, Liniers, Midland, San Telmo, Temperley y Tristán Suárez |
| Ciudad de Buenos Aires                   | 4     | Barracas Central, Comunicaciones, Deportivo Paraguayo y Deportivo Riestra                                       |
| Interior de la provincia de Buenos Aires | 5     | Flandria, Leandro N. Alem, Luján, Puerto Nuevo y Villa Dálmine                                                  |
| Gran La Plata                            | 1     | Villa San Carlos                                                                                                |

## Formato

### Competición
Se disputaron dos torneos: Apertura y Clausura. En cada uno de ellos, los 19 equipos se enfrentaron todos contra todos. Ambos se jugaron a una sola rueda. Los partidos disputados en el Torneo Clausura representaron los desquites de los del Torneo Apertura, invirtiendo la localía. Si el ganador de ambas fases fuera el mismo equipo, sería el campeón. En cambio, si los ganadores del Apertura y el Clausura fueran dos equipos distintos disputarían una final a dos partidos para determinarlo. El perdedor de la final, por su parte, clasificaría al Torneo reducido.

### Ascensos
Los ganadores de cada uno de los torneos disputaron una final cuyo ganador se consagró campeón y ascendió directamente. Los equipos que finalizaron entre el segundo y el quinto lugar de la tabla del Apertura y entre el segundo y el cuarto lugar de la tabla del Clausura clasificaron al Torneo reducido. Si alguno de esos equipos se repitiera los cupos restantes se repartirían según la ubicación en la tabla de posiciones final. El ganador del Torneo reducido obtuvo el segundo ascenso.

### Descensos
El promedio se calculó con los puntos obtenidos en la fase regular de los torneos de 1992-93, 1993-94 y 1994-95. Los equipos que ocuparon los dos últimos lugares de la tabla de promedios descendieron a la Primera D.

## Torneo Apertura

### Tabla de posiciones
| Pos. | Equipo              | Pts. | PJ | PG | PE | PP | GF | GC | Dif. |
| ---- | ------------------- | ---- | -- | -- | -- | -- | -- | -- | ---- |
| 1.º  | Tristán Suárez      | 27   | 18 | 10 | 7  | 1  | 22 | 6  | 16   |
| 2.º  | Brown de Adrogué    | 25   | 18 | 9  | 7  | 2  | 27 | 15 | 12   |
| 3.º  | San Telmo           | 23   | 18 | 8  | 7  | 3  | 31 | 17 | 14   |
| 4.º  | Deportivo Merlo     | 23   | 18 | 8  | 7  | 3  | 22 | 15 | 7    |
| 5.º  | Flandria            | 23   | 18 | 7  | 9  | 2  | 22 | 16 | 6    |
| 6.º  | Temperley           | 22   | 18 | 7  | 8  | 3  | 21 | 16 | 5    |
| 7.º  | Berazategui         | 21   | 18 | 8  | 5  | 5  | 25 | 17 | 8    |
| 8.º  | Villa Dálmine       | 20   | 18 | 8  | 4  | 6  | 18 | 14 | 4    |
| 9.º  | Midland             | 19   | 18 | 7  | 5  | 6  | 23 | 18 | 5    |
| 10.º | Luján               | 19   | 18 | 5  | 9  | 4  | 21 | 19 | 2    |
| 11.º | Leandro N. Alem     | 18   | 18 | 4  | 10 | 4  | 18 | 18 | 0    |
| 12.º | Liniers             | 17   | 18 | 5  | 7  | 6  | 26 | 35 | −9   |
| 13.º | Comunicaciones      | 15   | 18 | 5  | 5  | 8  | 15 | 27 | −12  |
| 14.º | Puerto Nuevo        | 14   | 18 | 3  | 8  | 7  | 15 | 20 | −5   |
| 15.º | Deportivo Riestra   | 14   | 18 | 3  | 8  | 7  | 12 | 20 | −8   |
| 16.º | Deportivo Paraguayo | 12   | 18 | 3  | 6  | 9  | 16 | 21 | −5   |
| 17.º | Barracas Central    | 11   | 18 | 3  | 5  | 10 | 16 | 23 | −7   |
| 18.º | Villa San Carlos    | 10   | 18 | 3  | 4  | 11 | 15 | 29 | −14  |
| 19.º | Argentino de Merlo  | 9    | 18 | 2  | 5  | 11 | 9  | 28 | −19  |

|  | Se consagró campeón del Torneo Apertura. |
|  | Clasificados al Torneo Reducido.         |

|  |

## Torneo Clausura

### Tabla de posiciones
| Pos. | Equipo              | Pts. | PJ | PG | PE | PP | GF | GC | Dif. |
| ---- | ------------------- | ---- | -- | -- | -- | -- | -- | -- | ---- |
| 1.º  | Temperley           | 29   | 18 | 12 | 5  | 1  | 36 | 13 | 23   |
| 2.º  | Tristán Suárez      | 26   | 18 | 10 | 6  | 2  | 27 | 14 | 13   |
| 3.º  | Deportivo Paraguayo | 24   | 18 | 9  | 6  | 3  | 26 | 13 | 13   |
| 4.º  | Berazategui         | 21   | 18 | 6  | 9  | 3  | 25 | 15 | 10   |
| 5.º  | Luján               | 21   | 18 | 6  | 9  | 3  | 24 | 22 | 2    |
| 6.º  | Deportivo Merlo     | 20   | 18 | 7  | 6  | 5  | 27 | 18 | 9    |
| 7.º  | Comunicaciones      | 19   | 18 | 5  | 9  | 4  | 27 | 19 | 8    |
| 8.º  | Puerto Nuevo        | 19   | 18 | 6  | 7  | 5  | 20 | 17 | 3    |
| 9.º  | Barracas Central    | 19   | 18 | 6  | 7  | 5  | 18 | 21 | −3   |
| 10.º | Atlético Campana    | 18   | 18 | 4  | 10 | 4  | 25 | 17 | 8    |
| 11.º | San Telmo           | 18   | 18 | 6  | 6  | 6  | 21 | 16 | 5    |
| 12.º | Liniers             | 17   | 18 | 4  | 9  | 5  | 24 | 19 | 5    |
| 13.º | Argentino de Merlo  | 17   | 18 | 5  | 7  | 6  | 22 | 22 | 0    |
| 14.º | Deportivo Riestra   | 16   | 18 | 6  | 4  | 8  | 18 | 30 | −12  |
| 15.º | Brown de Adrogué    | 15   | 18 | 4  | 7  | 7  | 14 | 23 | −9   |
| 16.º | Flandria            | 14   | 18 | 5  | 4  | 9  | 19 | 25 | −6   |
| 17.º | Leandro N. Alem     | 13   | 18 | 4  | 5  | 9  | 13 | 17 | −4   |
| 18.º | Midland             | 8    | 18 | 2  | 4  | 12 | 15 | 39 | −24  |
| 19.º | Villa San Carlos    | 8    | 18 | 3  | 2  | 13 | 14 | 55 | −41  |

|  | Se consagró campeón del Torneo Apertura. |
|  | Clasificados al Torneo Reducido.         |

|  |

## Final por el campeonato
Fue disputada por los ganadores de los torneos Apertura y Clausura, Tristán Suárez y Temperley respectivamente. El ganador se consagró campeón y obtuvo el primer ascenso a la Primera B Metropolitana.
| Temperley | 1 - 0 | Tristán Suárez | Florencio Sola | 3 de junio de 1995 |

| Tristán Suárez                                                                    | 1 - 2 | Temperley | Ciudad de Lanús | 10 de junio de 1995 |
| Global 3 - 1. Temperley se coronó campeón y ascendió a la Primera B Metropolitana |       |           |                 |                     |

## Tabla de posiciones final de la temporada
| Pos. | Equipo              | Pts. | PJ | PG | PE | PP | GF | GC | Dif. |
| ---- | ------------------- | ---- | -- | -- | -- | -- | -- | -- | ---- |
| 1.º  | Tristán Suárez      | 53   | 36 | 20 | 13 | 3  | 49 | 20 | 29   |
| 2.º  | Temperley           | 51   | 36 | 19 | 13 | 4  | 57 | 29 | 28   |
| 3.º  | Deportivo Merlo     | 43   | 36 | 15 | 13 | 8  | 49 | 33 | 16   |
| 4.º  | Berazategui         | 42   | 36 | 14 | 14 | 8  | 50 | 32 | 18   |
| 5.º  | San Telmo           | 41   | 36 | 14 | 13 | 9  | 52 | 33 | 19   |
| 6.º  | Luján               | 40   | 36 | 11 | 18 | 7  | 45 | 41 | 4    |
| 7.º  | Brown de Adrogué    | 40   | 36 | 13 | 14 | 9  | 41 | 38 | 3    |
| 8.º  | Atlético Campana    | 38   | 36 | 12 | 14 | 10 | 43 | 31 | 12   |
| 9.º  | Flandria            | 37   | 36 | 12 | 13 | 11 | 41 | 41 | 0    |
| 10.º | Deportivo Paraguayo | 36   | 36 | 12 | 12 | 12 | 42 | 34 | 8    |
| 11.º | Liniers             | 34   | 36 | 9  | 16 | 11 | 50 | 54 | −4   |
| 12.º | Comunicaciones      | 34   | 36 | 10 | 14 | 12 | 42 | 46 | −4   |
| 13.º | Puerto Nuevo        | 33   | 36 | 9  | 15 | 12 | 35 | 37 | −2   |
| 14.º | Leandro N. Alem     | 31   | 36 | 8  | 15 | 13 | 31 | 35 | −4   |
| 15.º | Barracas Central    | 30   | 36 | 9  | 12 | 15 | 34 | 44 | −10  |
| 16.º | Deportivo Riestra   | 30   | 36 | 9  | 12 | 15 | 30 | 50 | −20  |
| 17.º | Midland             | 27   | 36 | 9  | 9  | 18 | 38 | 57 | −19  |
| 18.º | Argentino de Merlo  | 26   | 36 | 7  | 12 | 17 | 31 | 50 | −19  |
| 19.º | Villa San Carlos    | 18   | 36 | 6  | 6  | 24 | 29 | 84 | −55  |

|  | Clasificado al Torneo Reducido tras perder la final por el campeonato.                |
|  | Campeón. Ascendió a la Primera B Metropolitana tras ganar la final por el campeonato. |
|  | Clasificados al Torneo Reducido por su ubicación en el Apertura o el Clausura.        |
|  | Clasificado al Torneo Reducido por su ubicación en esta tabla.                        |

|  |

## Torneo reducido

### Cuadro de desarrollo
|  | Cuartos de final    | Cuartos de final | Cuartos de final | Cuartos de final |   |                | Semifinales    | Semifinales    | Semifinales    | Semifinales    |  |                | Final            | Final            | Final            | Final            |  |
|  | 17 y 24 de junio    | 17 y 24 de junio | 17 y 24 de junio | 17 y 24 de junio |   |                | 1 y 8 de julio | 1 y 8 de julio | 1 y 8 de julio | 1 y 8 de julio |  |                | 19 y 22 de julio | 19 y 22 de julio | 19 y 22 de julio | 19 y 22 de julio |  |
|  |                     |                  |                  |                  |   |                |                |                |                |                |  |                |                  |                  |                  |                  |  |
|  |                     |                  |                  |                  |   |                |                |                |                |                |  |                |                  |                  |                  |                  |  |
|  | Tristán Suárez      | 3                | 0                | 3                |   |                |                |                |                |                |  |                |                  |                  |                  |                  |  |
|  | Tristán Suárez      | 3                | 0                | 3                |   |                |                |                |                |                |  |                |                  |                  |                  |                  |  |
|  | Deportivo Paraguayo | 0                | 1                | 1                |   |                |                |                |                |                |  |                |                  |                  |                  |                  |  |
|  | Deportivo Paraguayo | 0                | 1                | 1                |   | Tristán Suárez | 1              | 2              | 3              |                |  |                |                  |                  |                  |                  |  |
|  |                     |                  |                  |                  |   | Tristán Suárez | 1              | 2              | 3              |                |  |                |                  |                  |                  |                  |  |
|  |                     |                  | Flandria         | 1                | 0 | 1              |                |                |                |                |  |                |                  |                  |                  |                  |  |
|  | Deportivo Merlo     | 1                | Flandria         | 1                | 0 | 1              | 0              | 1              |                |                |  |                |                  |                  |                  |                  |  |
|  | Deportivo Merlo     | 1                |                  |                  |   |                |                |                |                |                |  |                |                  |                  |                  |                  |  |
|  | Flandria            | 0                | 2                | 2                |   |                |                |                |                |                |  |                |                  |                  |                  |                  |  |
|  | Flandria            | 0                | 2                | 2                |   |                |                |                |                |                |  | Tristán Suárez | 1                | 1                | 2                |                  |  |
|  |                     |                  |                  |                  |   |                |                |                |                |                |  | Tristán Suárez | 1                | 1                | 2                |                  |  |
|  |                     |                  | Berazategui      | 1                | 0 | 1              |                |                |                |                |  |                |                  |                  |                  |                  |  |
|  | Berazategui         | 0                | Berazategui      | 1                | 0 | 1              | 4              | 4              |                |                |  |                |                  |                  |                  |                  |  |
|  | Berazategui         | 0                |                  |                  |   |                |                |                |                |                |  |                |                  |                  |                  |                  |  |
|  | Brown de Adrogué    | 1                | 2                | 3                |   |                |                |                |                |                |  |                |                  |                  |                  |                  |  |
|  | Brown de Adrogué    | 1                | 2                | 3                |   | Berazategui    | 2              | 2              | 4              |                |  |                |                  |                  |                  |                  |  |
|  |                     |                  |                  |                  |   | Berazategui    | 2              | 2              | 4              |                |  |                |                  |                  |                  |                  |  |
|  |                     |                  | San Telmo        | 2                | 1 | 3              |                |                |                |                |  |                |                  |                  |                  |                  |  |
|  | San Telmo           | 2                | San Telmo        | 2                | 1 | 3              | 2              | 4              |                |                |  |                |                  |                  |                  |                  |  |
|  | San Telmo           | 2                |                  |                  |   |                |                |                |                |                |  |                |                  |                  |                  |                  |  |
|  | Luján               | 2                | 0                | 2                |   |                |                |                |                |                |  |                |                  |                  |                  |                  |  |
|  | Luján               | 2                | 0                | 2                |   |                |                |                |                |                |  |                |                  |                  |                  |                  |  |
|  |                     |                  |                  |                  |   |                |                |                |                |                |  |                |                  |                  |                  |                  |  |

- Nota: En cada llave, el equipo que ocupa la primera línea es el que definió la serie como local.

Tristán Suárez ascendió a la Primera B Metropolitana.

## Tabla de descenso
| Pos  | Equipo              | Prom. | 1992-93 | 1993-94 | 1994-95 | Pts | PJ  |
| ---- | ------------------- | ----- | ------- | ------- | ------- | --- | --- |
| 1.º  | Tristán Suárez      | 1,235 | 32      | 46      | 53      | 131 | 106 |
| 2.º  | Temperley           | 1,222 | -       | 37      | 51      | 88  | 72  |
| 3.º  | Deportivo Merlo     | 1,194 | -       | -       | 43      | 43  | 36  |
| 4.º  | San Telmo           | 1,122 | 30      | 48      | 41      | 119 | 106 |
| 5.º  | Berazategui         | 1,094 | 39      | 35      | 42      | 116 | 106 |
| 6.º  | Atlético Campana    | 1,055 | -       | -       | 38      | 38  | 36  |
| 7.º  | Brown de Adrogué    | 1,037 | 36      | 34      | 40      | 110 | 106 |
| 8.º  | Leandro N. Alem     | 1,037 | 31      | 48      | 31      | 110 | 106 |
| 9.º  | Luján               | 1,027 | -       | 34      | 40      | 74  | 72  |
| 10.º | Midland             | 1,009 | 37      | 43      | 27      | 107 | 106 |
| 11.º | Deportivo Paraguayo | 0,981 | 38      | 30      | 36      | 104 | 106 |
| 12.º | Flandria            | 0,971 | 42      | 24      | 37      | 103 | 106 |
| 13.º | Argentino de Merlo  | 0,952 | 37      | 38      | 26      | 101 | 106 |
| 14.º | Liniers             | 0,944 | -       | 34      | 34      | 68  | 72  |
| 15.º | Puerto Nuevo        | 0,916 | -       | -       | 33      | 33  | 36  |
| 16.º | Barracas Central    | 0,896 | 36      | 29      | 30      | 95  | 106 |
| 17.º | Comunicaciones      | 0,833 | -       | 26      | 34      | 60  | 72  |
| 18.º | Deportivo Riestra   | 0,833 | -       | -       | 30      | 30  | 36  |
| 19.º | Villa San Carlos    | 0,791 | -       | 39      | 18      | 57  | 72  |

|  | Disputaron un desempate para evitar el descenso. |
|  | Descendió a la Primera D.                        |

### Desempate por el descenso
Al haber finalizado igualados en la anteúltima ubicación, Comunicaciones y Deportivo Riestra debieron disputar un partido desempate para definir el segundo descenso de la temporada.
| Comunicaciones                                                                                | 1 - 2 | Deportivo Riestra | Juan Pasquale | 3 de junio de 1995 |
| Comunicaciones descendió a la Primera D, mientras que Deportivo Riestra mantuvo la categoría. |       |                   |               |                    |